# Devushka s korobkoy
Devushka s korobkoy é um filme de comédia soviético de 1927 dirigido por Boris Barnet.

## Enredo
O filme conta a história de uma garota que mora no subúrbio, onde faz chapéus femininos. E de repente ela conhece Ilya, que veio da aldeia. Ela decide registrar ficticiamente um casamento com um apelido e registrar Ilya em uma sala que na verdade não pertence a ela, mas ao dono da loja para a qual ela faz chapéus.

## Elenco
- Anna Sten como Natasha
- Vladimir Mikhaylov
- Vladimir Fogel como Fogelev
- Ivan Koval-Samborsky como Ilya Snegiryov
- Serafima Birman como Irène
- Pavel Pol
- Yeva Milyutina como Marfusha
- Vladimir Popov